# Чехівщина
Чехівщина (з польської "czechowzczyzna") — нині неіснуючий населений пункт, утворений 1870 року громадянами чеської національності на території сучасного Луцького району Волинської області. Чехівщину згодом було приєднано до села Охотин, що є в підпорядкуванні Шепельської сільської ради.
В селі Чехівщина народився й виріс волинський науковець, професор Коновалюк Дмитро Михайлович.
31 серпня 1929 року рішенням Волинського Воєводи №4389/2/Адм зареєстровано Богушівсько-Вічинську общину євангельських християн, яку до 1943 року очолював відомий на Волині проповідник Стефан Бохонюк. Жителі села Чехівщина проводили свої молитовні зібрання в помешканні Михайла Івановича Денисюка,1881 року народження.
З 1951 по 1958 роки існувала окрема Чехівщинська сільська рада.

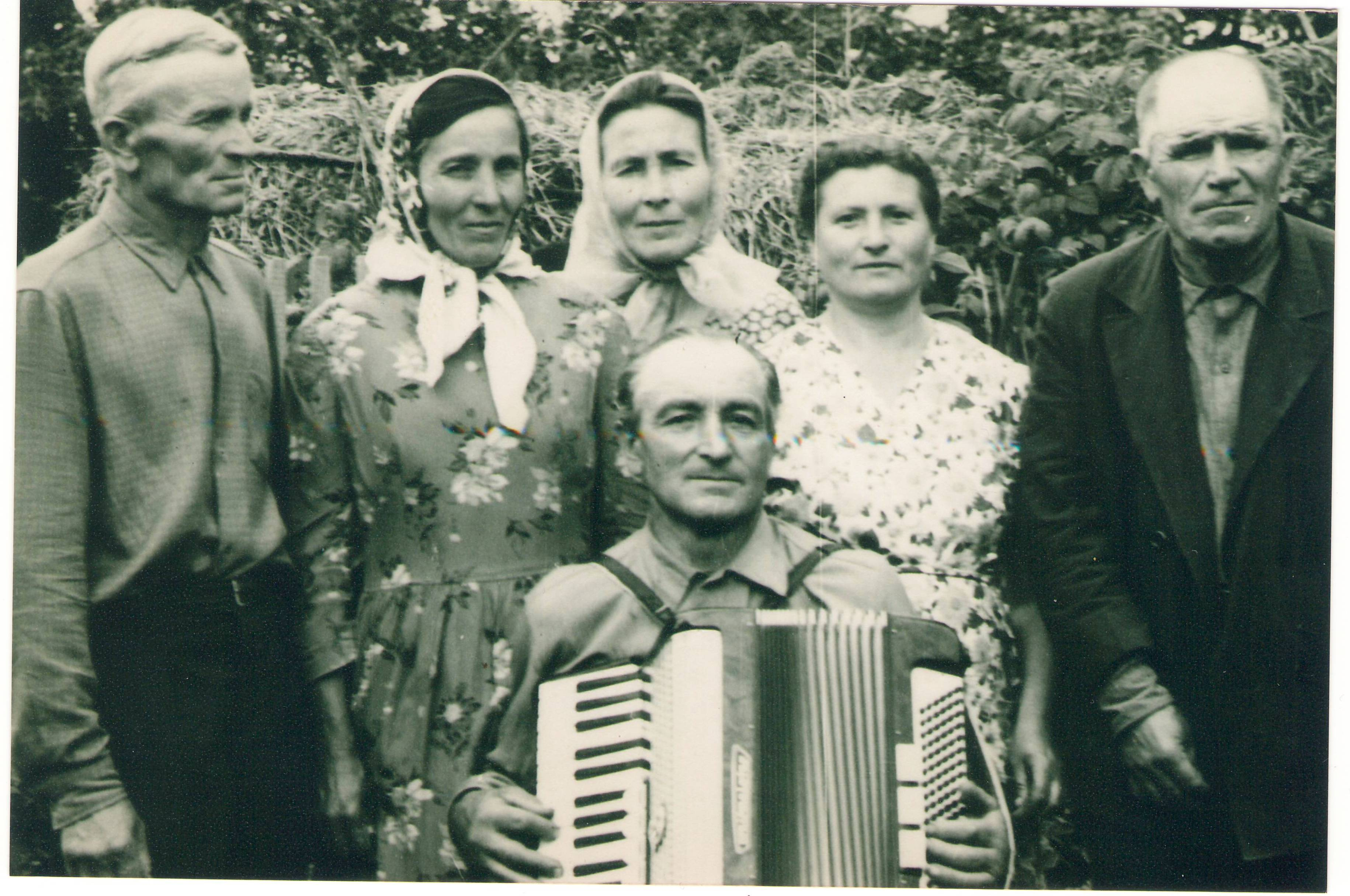
Група членів Богушівсько-Вічинської общини євангельських християн з Чехівщини. Тридцяті роки ХХ століття.